# Поляков, Николай Куприянович
Николай Куприянович Поляков (17 декабря 1929, Бирзула — 13 февраля 2009) — советский военный деятель, кандидат военных наук, профессор, начальник Киевского высшего инженерного радиотехнического училища ПВО имени маршала авиации А. И. Покрышкина, генерал-лейтенант.

## Биография
Родился 17 декабря 1929 года в городе Бирзуле (Одесской области). В 1948 году окончил спецшколу ВВС № 14 в Одессе. В 1951 году — Пушкинское радиотехническое училище. С 1959 по 1963 год учился в военной командной Академии ПВО в городе Калинине (Тверь). В 1976 году окончил высшие академические курсы при Академии Генерального Штаба ВС СССР.
За годы службы в Вооруженных силах СССР прошёл практически все командные должности в системе войск ПВО страны: начальника РЛС, командира радиолокационной роты, радиолокационного батальона радиотехнического полка и бригады, начальника РТВ корпуса и отдельной армии ПВО.
С 1974 по 1979 год занимал пост начальника штаба радиотехнических войск ПВО страны. В 1979 году назначен начальником Киевского высшего инженерного радиотехнического училища ПВО.
Награждён двумя орденами, многими медалями, в том числе иностранных государств, неоднократно избирался депутатом местных органов власти, в том числе Киевсовета.
В июне 1989 году по возрасту уволен в запас. До 1990 года работал профессором кафедры в Киевском государственном университете имени Т. Г. Шевченко.
Умер 13 февраля 2009 года. Похоронен в Киеве на Берковецком кладбище.

### Иностранные награды
- Медаль «100 лет со дня рождения Георгия Димитрова»[1]
- Медаль «40 лет освобождения Чехословакии Советской Армией» (19.03.1985)[2]
- Медаль «Братство по оружию» (Польша, 08.07.1980)[3]
- Медаль «Братство по оружию» I степени — золото (ГДР, 01.03.1981)[4]
- Медаль «60 лет Вооруженным силам МНР» (29.12.1981)[5]
- Медаль «30-я годовщина Революционных Вооруженных сил Кубы» (24.11.1986)[6]
- Медаль «За боевое содружество» I степени — золото (ВНР, 1985)[7]